# Diaphorus minor
Diaphorus minor är en tvåvingeart som beskrevs av Meijere 1916. Diaphorus minor ingår i släktet Diaphorus och familjen styltflugor. Inga underarter finns listade i Catalogue of Life.